# Нгуєн Куанг Тоан
Нгуєн Куанг Тоан (1783 — 1802) — останній імператор Дайв'єту з династії Тейшон у 1792—1802 роках.

## Життєпис
Був старшим сином імператора Нгуєн Хюе та Фам Тхі Лієн. Народився 1783 року. 1790 року отримав від цінського уряду титул Аннам киок-вионг тхети (спадковий принц Аннаму). 1792 року після смерті батька був оголошений імператором під ім'я Чань Тхінь.
Втім фактична влада зосередилася в мачухи Буй Тхі Нхан, її сестри Суан з чоловіком Чан Куанг Зієу. Втім зрештою владу перебрав брат сестер Буй — Буй Зат Тийєн, що був призначений тхайси (великим наставником). 1793 року останній відправив війська на допомогу володареві Нгуєн Нхаку, внаслідок чого було відбито напад Нгуєн Аня. Після смерті того ж року Нхака його володіння було приєднано до території Нгуєн Куанг Тоана.
1794 року війська Тейшон на чолі із Чан В'єт Кет і Нгуєн Ван Суаном взяли в облогу фортецю Дьєнхань, проте не досягли успіху. 1795 року військовики Ви Ван Дунг, Фам Кунг Хунг і Нгуєн Ван Суан захопили й стратили Буй Зат Тийєна. Генерал Чан Куанг Зієу, побоюючись за життя, відступив на північ. Але завдяки втручанню Буй Тхі Нхан вдалося запобігти бойовим діям.
Було оголошено про повноліття Нгуєн Куанг Тоана, якому передавалася влада. Втім фактично усі справи вирішували генерали Чан Куанг Зієу, Ви Ван Дунг, Нгуєн Ван Суан і Нгуєн Ван Дань. Але незабаром Чан Куанг Зієу було відсторонено від влади та військ.
Ця боротьба сприяла переходу у наступ Нгуєна Аня, що почався 1797 року. На його бік перейшов Нгуєн Ван Бао (син Нгуєна Нхака). 1798 року повстання останнього було придушено. Натомість генерала Нгуєн Ван Суана було звинувачено у змові з Нгуєн Ван Бао, після чого страчено. Це налаштувало військових командирів проти імператора. 1799 року Нгуєн Ань зумів захопити важливу базу Тейшонів — Куїньон, а Чан Куанг Зієу відправлений на звільнення міста зазнав поразки.
1800 року було відправлено нове військо на звільнення Куїньона. В свою чергу Нгуєн Ань, залишив тут залогу, що скувала війська Тейшонів, а сам рушив на північ Дайв'єту. В цей час Ха Чунг Тхай, вождь племен мі, підняв повстання в провінції Тханьхоа й перейшов на бік Нгуєн Аня. В регіоні Тонкін повсталі місцеві християни. Також проти імператора виступили держави Миангсуа і В'єнгчан-В'єнгкхам, війська яких вдерлися до провінції Нгеан.
1801 року військо імператора зазнало поразки на пагорбі Куїшон, неподалік від лагуни Ти Зунг (сучасна провінція Тхиатхьєн-Хюе). Через декілька днів в лимані Нон відбулася запекла битва, в якій Нгуєн Куанг Тоан зазнав нищівної поразки. Також  Буй Тхісуан не змогла захопити фортеці Чаннінь і Даумау. За цим було втрачено місто Фусуан. Імператор втік до столиці Тханглонг.
Спроба імператора Куанг Тоана отримати допомогу від імперії Цін виявилася невдалою внаслідок вправної дипломатії Нгуєн Аня. 1802 року війська Тейшон зазнали поразки у битвах біля Лийтхай (в сучасній провінції Куанбінь) та на річці Лінь. У червні того ж року ворог захопив Тханглонг. Імператор втік зі столиці, але був схоплений в містечку у Фионг Пхан. Куанг Тоана було страчено способом лінчі. Династія Тейшон припинила існування, її замінила династія Нгуєн.